# Rostpannad timalia
Rostpannad timalia (Cyanoderma rufifrons) är en fågel i familjen timalior inom ordningen tättingar.

## Utseende och läte
Rostpannad timalia är en 12 cm lång tätting i brunt, rostrött och beige. Hjässan är roströd och manteln olivbrun. Undersidan är beigefärgad. I ansiktet syns ett gråaktigt ögonbrynsstreck och likfärgad ögonring. Den är mycket lik rödhättad timalia, men denna har tydligare avgränsad hjässa. Vidare är ögonbrynsstrecket gulbeige snarare än grå, likaså örontäckaren som därmed till skillnad från hos rufifrons kontrasterar med den olivfärgade nacken. Strupen är vidare blek, ej vit, och undersidan mer gulbeige än beige. 

## Utbredning och systematik
Rostpannad timalia förekommer i Sydostasien. Den delas upp i fem underarter med följande utbredning:
- Cyanoderma rufifrons ambiguum – östra Himalaya, nordvästra Myanmar och nordöstra Indien
- Cyanoderma rufifrons planicola – nordöstra Myanmar och sydvästra Kina
- Cyanoderma rufifrons adjunctum – norra och östra Thailand och norra Indokina
- Cyanoderma rufifrons insuspectum – södra Laos
- Cyanoderma rufifrons pallescens – västra Myanmar
- Cyanoderma rufifrons rufifrons – sydöstra Myanmar och västra Thailand
- Cyanoderma rufifrons obscurum – södra Myanmar och sydvästra Thailand
- Cyanoderma rufifrons poliogaster – södra Malackahalvön, Sumatra samt norra och centrala Borneo
- Cyanoderma rufifrons sarawacense – nordvästra Borneo

### Släktestillhörighet
Tidigare placerades rostpannad timalia med släktingar i Stachyridopsis, då utan kastanjevingad timalia. Studier visar dock att den ingår i släktet, som därmed måste byta namn till Cyanoderma av prioritetsskäl. Längre tillbaka placerades arterna i släktet Stachyris tillsammans med de filippinska arterna som nu förs till Sterrhoptilus och Dasycrotapha i familjen glasögonfåglar.

## Levnadssätt
Rostpannad timalia hittas i tät undervegetation och bambusnår i öppen skog, men även i buskmarker i igenväxande tidigare röjda områden. På Malackahalvön ses den upp till 1065 meters höjd, till 915 meter på Sumatra och ibland 1500 meter på Borneo. Under häckningstid uppträder den parvis, men i smågrupper om upp till sex individer resten av året, ofta med andra arter. Den ses födosöka lågt i vegetationen på jakt efter insekter, men kan ibland också ta bär. 

### Häckning
Boet är kupolformat, ibland snarare en djup skål, av bambu och gräs. Det placeras högst en meter ovan mark i bambu eller bland palmstammar. Däri lägger den tre till fem ägg. Boparasitism av visselhökgök har noterats.

## Status och hot
Arten har ett stort utbredningsområde, men tros minska i antal, dock inte tillräckligt kraftigt för att den ska betraktas som hotad. Internationella naturvårdsunionen IUCN listar arten som livskraftig (LC).